# Pegylis rufolineata
Pegylis rufolineata är en skalbaggsart som beskrevs av Hermann Julius Kolbe 1894. Pegylis rufolineata ingår i släktet Pegylis och familjen Melolonthidae. Inga underarter finns listade i Catalogue of Life.